# روبرت كيسي
روبرت كيسي (بالإنجليزية: Robert Casey)‏ هو صحفي أمريكي، ولد في 1890، وتوفي في 1962.